# Gorizont 15
O Gorizont 15 (também conhecido por Gorizont 26L) foi um satélite de comunicação geoestacionário soviético/russo da série Gorizont construído pela NPO PM. Ele esteve localizado na posição orbital de 14 graus de longitude oeste e era operado pela RSCC (Kosmicheskiya Svyaz). O satélite foi baseado na plataforma KAUR-3 e sua expectativa de vida útil era de 3 anos. Este satélite herdou o nome do Gorizont 25L que foi perdido após uma falha do veículo de lançamento, e que se tivesse obtido sucesso no lançamento receberia o nome Gorizont 15.

## Lançamento
O satélite foi lançado com sucesso ao espaço no dia 31 de março de 1988, por meio de um veículo Proton-K/Blok-DM-2, lançado a partir do Cosmódromo de Baikonur, no Cazaquistão. Ele tinha uma massa de lançamento de 2.300 kg.

## Capacidade
O Gorizont 15 era equipado com 6 transponders em banda C e um em banda Ku.